# 市川市立下貝塚中学校
市川市立下貝塚中学校（いちかわしりつ しもかいづかちゅうがっこう）は、千葉県市川市下貝塚にある公立中学校。通称は下中（しもちゅう）。市北東部に位置する。
2024年度の生徒数は564人で、17学級を有する（特別支援学級含む）。

## 沿革
- 1979年（昭和54年）
  - 4月1日 - 第三、第四中学校区を再編成のうえ、市川市立下貝塚中学校として開校[3]。
  - 4月2日 - 第三、第四中学校より2年生195人を移籍[3]。
  - 4月3日 - 開校式を開催。校章を披露[3]。
  - 5月1日 - 体育館を落成[3]。
  - 8月1日 - 運動場および体育施設を整備[3]。
  - 9月7日 - 下貝塚中学校父母と教師の会(PTA)を発足[3]。
- 1980年（昭和55年）
  - 5月31日 - 校旗・校歌披露発表会を開催[3]。
  - プールを落成[3]。
- 1985年（昭和60年）4月1日 - 学区再編により、大野町1・2丁目を一部編入[3]。
- 1987年（昭和62年）8月31日 - グラウンドを整備[3]。
- 1998年（平成10年）10月27日 - 学校図書館フォーラムを開催[3]。
- 2005年（平成17年）11月30日 - 体育館の耐震工事を実施[3]。

## 部活動

### 運動部
ソフトテニス部、バスケットボール部、バレーボール部は男女別に設けている。
- 陸上競技部
- 野球部
- サッカー部
- 男子ソフトテニス部 - 2003年の関東大会ではベスト8に入った[3]。
- 女子ソフトテニス部 - 1999年から2005年にかけては関東大会に連続的に出場した[3]。
- 男子バスケットボール部
- 女子バスケットボール部
- 男子バレーボール部 - 関東大会には何度も出場しており、直近では2015年に出場した[3]。
- 女子バレーボール部 - 1988年には全国大会に出場している[3]。
- バドミントン部 - 男子は1989年に関東大会へ出場している[3]。
- 剣道部
- 卓球部

### 文化部
- 吹奏楽部
- 美術部

出典：

## 学区
- 下貝塚
- 八幡6丁目の一部（25番、26番、31番から35番）
- 東菅野のうち4丁目、5丁目
- 宮久保のうち3丁目から6丁目（3丁目は15番から27番、39番から41番まで）
- 本北方のうち1丁目、2丁目（1丁目は5番から9番、33番から38番、46番から50番まで）
- 北方町4丁目の一部（1197番地から1207番地、1330番地から1432番地、1437番地の3から1444番地、1456番地から1563番地、2130番地から2337番地、2339番地、2340番地、2344番地から2355番地）
- 南大野のうち1丁目、2丁目（2丁目は1番から27番まで）
- 大野町のうち1丁目

出典：

## 進学前小学校
いずれも学区内の小学校である。
- 市川市立大野小学校
- 市川市立宮久保小学校
- 市川市立北方小学校

出典：

## 交通アクセス

### バス
- 京成バス「大野中央病院内」停留所から徒歩5分[6]

### 鉄道
- JR武蔵野線 市川大野駅から、車で7分、徒歩で約30分

## 著名な出身者
- 泉大智 - ミュージシャン
- 金子美香 - 歌手・女優
- 高橋亮平 - 実業家[7]
- 津村明秀 - 騎手
- ピョコタン - 漫画家[8]
- 丸山茂樹 - プロゴルファー[9]
- 度会 隆輝 - プロ野球選手[10]